# Clistoabdominalis ancylus
Clistoabdominalis ancylus är en tvåvingeart som beskrevs av Skevington 2001. Clistoabdominalis ancylus ingår i släktet Clistoabdominalis och familjen ögonflugor. Inga underarter finns listade i Catalogue of Life.